# Imperio Nazza: Gold Edition
Imperio Nazza: Gold Edition es el segundo mixtape de los productores puertorriqueños Musicólogo & Menes. Lanzado el 1 de junio del 2012, bajo el sello Nazza Records y El Cartel Records. Contó con 19 canciones y los artistas que participaron fueron Daddy Yankee, Arcángel, Farruko, J Álvarez, Tito El Bambino y mucho más.

## Lista de canciones
| N.º | Título                                            | Productor                                                         | Duración |  |
| 1.  | «La Dupleta» (Daddy Yankee con Arcángel)          | Musicologo & Menes                                                | 03:15    |  |
| 2.  | «Comienza El Bellaqueo» (Daddy Yankee)            | Musicologo & Menes                                                | 02:39    |  |
| 3.  | «Dámelo» (Tito El Bambino)                        | Musicologo, Nérol                                                 | 02:25    |  |
| 4.  | «Yo Estoy Pa Ti» (Gotay El Autentiko)             | Musicologo & Menes                                                | 03:43    |  |
| 5.  | «Ahora Te Vas» (Jadiel)                           | Musicologo & Menes                                                | 03:39    |  |
| 6.  | «Xplosion» (J Álvarez con Daddy Yankee y Farruko) | Musicologo & Menes & Benny Benni                                  | 03:50    |  |
| 7.  | «Chuleria» (J King & Maximan)                     | Musicologo & Menes                                                | 03:39    |  |
| 8.  | «Ella Es Mi Mujer» (Benny Benni con Farruko)      | Musicologo & Menes & Benny Benni                                  | 03:15    |  |
| 9.  | «Que Es La Que Hay» (Genio & Baby Johnny)         | Musicologo & Menes                                                | 03:29    |  |
| 10. | «Ponte Puty» (Galante con Franco El Gorila)       | Musicologo & Menes                                                | 02:54    |  |
| 11. | «Algo Entre Tu Y Yo» (Delirious con Farruko)      | Musicologo & Menes                                                | 03:51    |  |
| 12. | «Piensas En Mi» (Kario & Yaret)                   | Musicologo & Menes                                                | 03:34    |  |
| 13. | «La Disco Se Encendio» (Pacho & Cirilo)           | Musicologo & Menes, DJ Luian, Valdo La Eminencia, DJ Uly & Hancel | 03:17    |  |
| 14. | «Te Amo Tanto» (Juno The Hitmaker con Delirious)  | Musicologo & Menes                                                | 03:33    |  |
| 15. | «Bomboncito» (Chyno Nyno)                         | Musicologo & Menes                                                | 03:13    |  |
| 16. | «La Idea» (Reykon)                                | Musicologo & Menes                                                | 03:19    |  |
| 17. | «Si Supieras» (J Álvarez)                         | Musicologo & Menes                                                | 03:41    |  |
| 18. | «Amor de Lejos» (Farruko)                         | Musicologo & Menes                                                | 02:38    |  |
| 19. | «Plo Plo Plo» (Benny Benni con Endo y Chyno Nyno) | Musicologo & Menes                                                | 03:01    |  |

## Remezclas
| N.º | Título | Productor          | Duración |  |
| 1.  | «Chuleria» (J King & Maximan con Yomo, Tony Lenta, Jory Boy & Zion)                                                               | Musicologo & Menes | 05:08    |  |
| 2.  | «Ponte Puty (2Ble Puty)» (Galante con Franco El Gorila, Alexis, Luigi 21 Plus, Guelo Star, Gotay & Antony Yetzon)                 | Musicologo & Menes | 06:31    |  |
| 3.  | «Piensas En Mi» (Kario & Yaret con Nicky Jam)                                                                                     | Musicologo & Menes | 03:35    |  |
| 4.  | «La Disco Se Encendió» (Pacho & Cirilo con Ñengo Flow, D.OZi, MB Alqaeda, Jory Boy, Franco El Gorila, Farruko, J Álvarez & Gotay) | Musicologo & Menes | 07:44    |  |